# Fred R. Archer

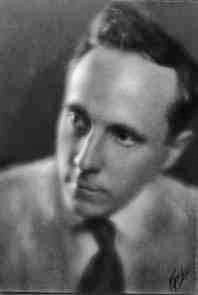
Fred Archer: Edward Weston, asi 1915

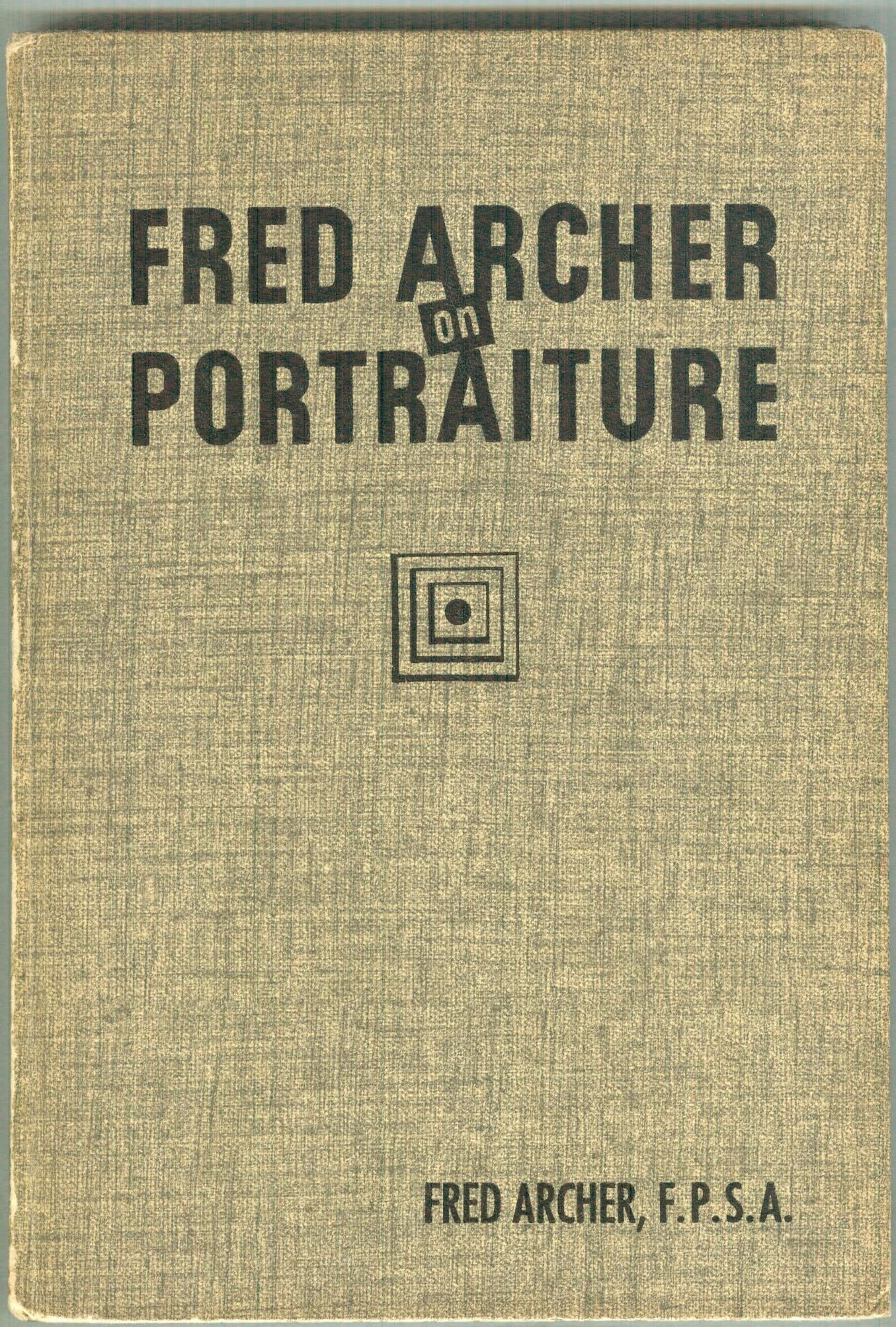
Obálka knížky Fred Archer on Portraiture

Fred Robert Archer (3. prosince 1889, Georgie – 27. dubna 1963, Los Angeles) byl americký fotograf, který spolupracoval s Anselem Adamsem na vytvoření zonálního systému. Byl portrétním fotografem, který se na počátku své kariéry specializoval na portréty hollywoodských filmových hvězd. Byl spojován s uměleckým trendem ve fotografii známým jako piktorialismus. Později se stal učitelem fotografie a mnoho let vedl vlastní fotografickou školu.
Spolu s Edwardem Westonem, jehož portrét pořídil, byl Archer známý jako jeden ze „dvou velkých jmen v umělecké fotografii té doby na západním pobřeží“. Po desetiletí se stýkal a vyměňoval si nápady s mnoha dalšími umělci a intelektuály v Los Angeles. Byl to „bezesporu jedinec s nejdelší historií účasti v hnutí Salon Southern California“.

## Životopis
Narodil se 3. prosince 1889 v Georgii a jeho rodina se přestěhovala do Los Angeles v Kalifornii. Archer experimentoval s fotografií již v roce 1915, kdy vytvořil portrét Edwarda Westona. Archer sloužil ve vojenské letecké fotografické jednotce ve Francii v první světové válce a vrátil se do Spojených států v květnu 1919. Začal studovat komerční umění a fotografování bylo v té době jeho koníčkem. Za méně než rok si Archer získal pozornost kritiků ve dvou fotografických časopisech z východního pobřeží, American Photography a Photo-era Magazine, které informovaly, že vystavil pět „pochmurných“ fotografií z bojišť ve Francii z první světové války na sedmém Pittsburském salonu.
Na počátku dvacátých let byl najat jako asistent vedoucího oddělení uměleckých titulů pro firmu Universal Pictures a v následujícím roce byl povýšen do čela oddělení. Brzy přešel k filmové fotografii.

## Hollywoodský portrétní fotograf
Do roku 1929 pracoval pro Warner Brothers jako portrétní fotograf a později pracoval pro Paramount Pictures. Stal se také průkopníkem reklamní fotografie na západním pobřeží.
V roce 1928 napsal spolu s dalším fotografem Elmerem Fryerem vlivný článek nazvaný „Still photography in movie work“. Fryer následoval Archera jako šéf fotografie ve Warner Brothers v roce 1929.
Jejich článek popsal důležitost statické fotografie v reklamě, marketingu, produkční referenční práci a trikové fotografii. Podle Archera a Fryera „dobré ‚zátiší‘ přitáhne a udrží pozornost tam, kde se mnohým obyčejným lidem dostane jen letmý pohled. Fotografie se léta snažila o přijetí mezi umění a boj byl dlouhý a tvrdý. Teprve během několika posledních let byla fotografie povznesena z čisté mechaniky a získala své zasloužené místo mezi ostatními uměními.“ Jejich slogan byl "fotografie prodává filmy", což byla hollywoodská pravda po mnoho let.

## Učitel a fotografická škola
V roce 1935 Archer pomohl založit katedru fotografie a působil jako profesor fotografie na Art Center School. Archer byl považován „po mnoho let za oblíbeného učitele a lektora“, který poté působil jako ředitel vzdělávání na své vlastní fotografické škole Freda Archera v Los Angeles, kterou založil po druhé světové válce.

## Zonální systém
Archer spolupracoval s Anselem Adamsem na kodifikaci zonálního systému, což je fotografická technika pro určení optimální expozice a vyvolání filmu. Tato technika je založena na senzitometrických studiích Hurtera a Driffielda z konce 19. století a poskytuje fotografům systematickou metodu, jak přesně definovat vztah mezi způsobem vizualizace fotografického předmětu a konečnými výsledky. Přestože vznikl z černobílého listového filmu, je systém zón použitelný také na svitkový film, a to jak černobílý, tak barevný, negativ a reverz, a také na digitální fotografii. Archer a Adams formulovali systém při společné výuce na Art Center School v Los Angeles.
Ansel Adams se ze všech sil snažil dát Archerovi stejné uznání za zonální systém: „Využívám této příležitosti, abych zopakoval, že zonální systém není mým vynálezem; je to kodifikace principů senzitometrie, kterou vypracoval Fred Archer. a já na Art Center School v Los Angeles, v letech 1939–1940."

## Fred Archer on Portraiture
Archerova jediná kniha, Fred Archer on Portraiture, byla vydána v roce 1948. Kniha byla „populárním textem“, který „zůstal v tisku po řadu let“ a byl recenzován v několika národních fotografických časopisech.

## Dědictví
V roce 1959 vyhrál Archer výroční cenu Stuyvesant Peabody Memorial Award, udělovanou členovi společnosti Photographic Society of America, „který významně přispěl k piktorialistické fotografii“.
Archerovy fotografie byly uvedeny v roce 1980-1981 na výstavě „Southern California Photography, 1900-1965: An Historical Survey“ v Losangeleském muzeu umění spolu s prací Edwarda Westona, Man Raye, Roberta Franka, Diany Arbusové a Imogen Cunninghamové. Přehlídka byla součástí oslav dvoustého výročí Los Angeles.
Losangeleské muzeum umění má ve své stálé sbírce sedm Archerových fotografií, včetně autoportrétu, popsaného jako „surrealistický obraz jeho tváře splývající s přední částí velkoformátového fotoaparátu a poslušnou mouchou odpočívající na jeho prstu“.

## Galerie

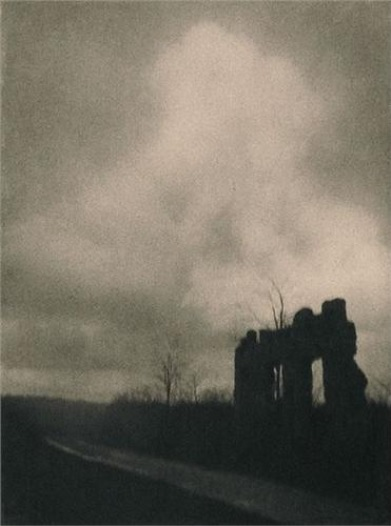
Francie, 1918
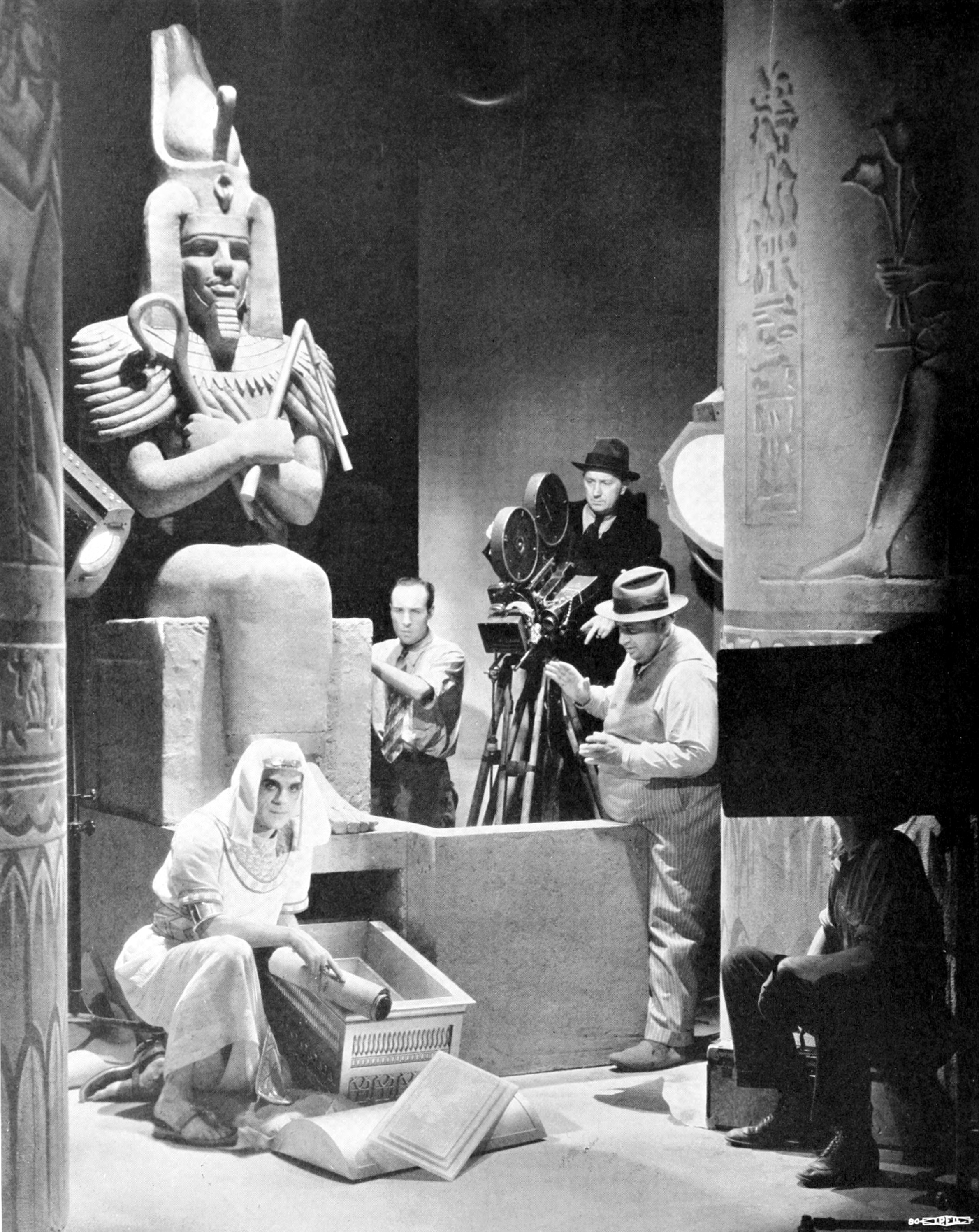
Karel Freund režíruje Borise Karloffa na natáčení Mumie, 1932